# Cueva de Nicanor

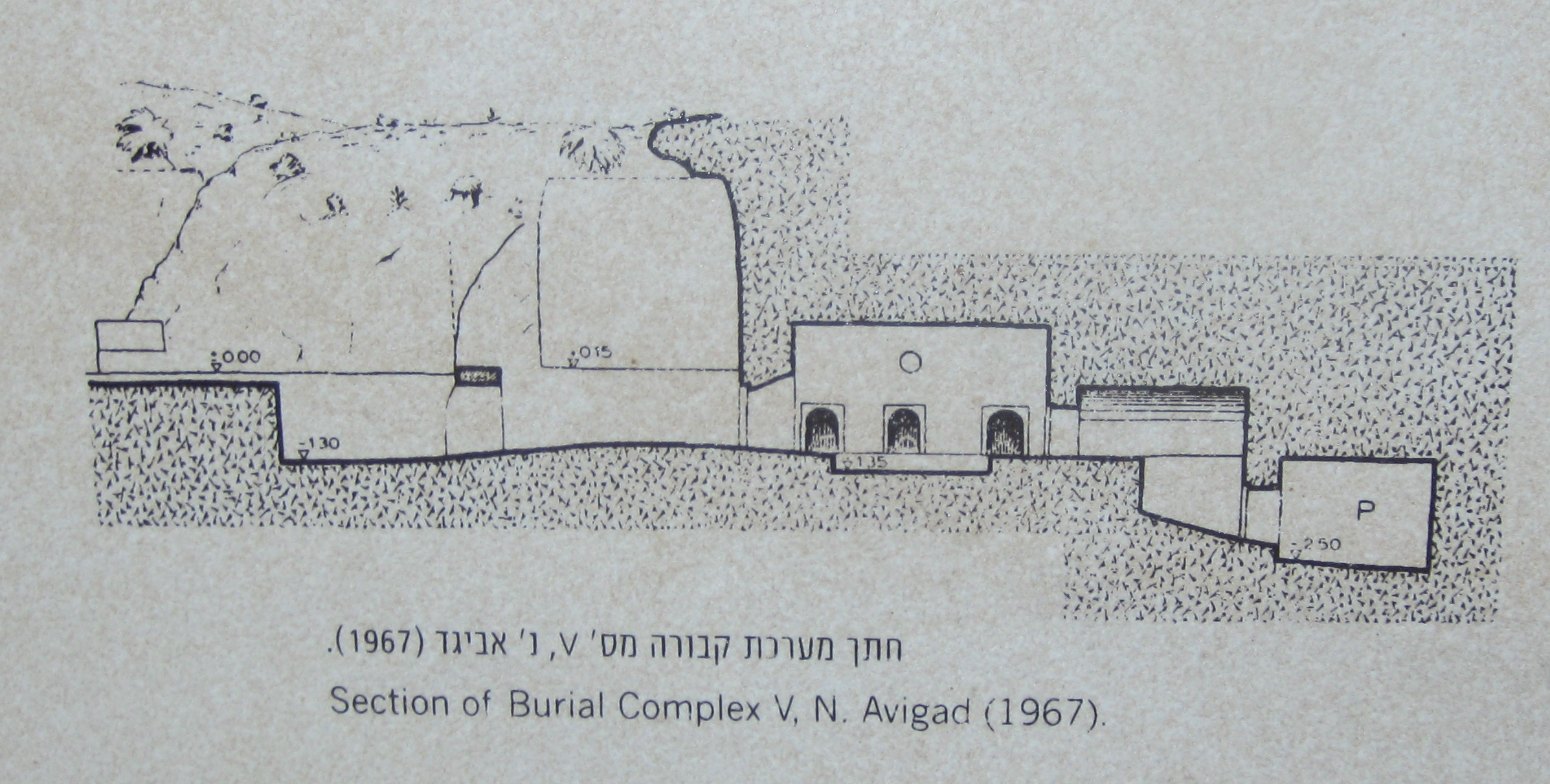

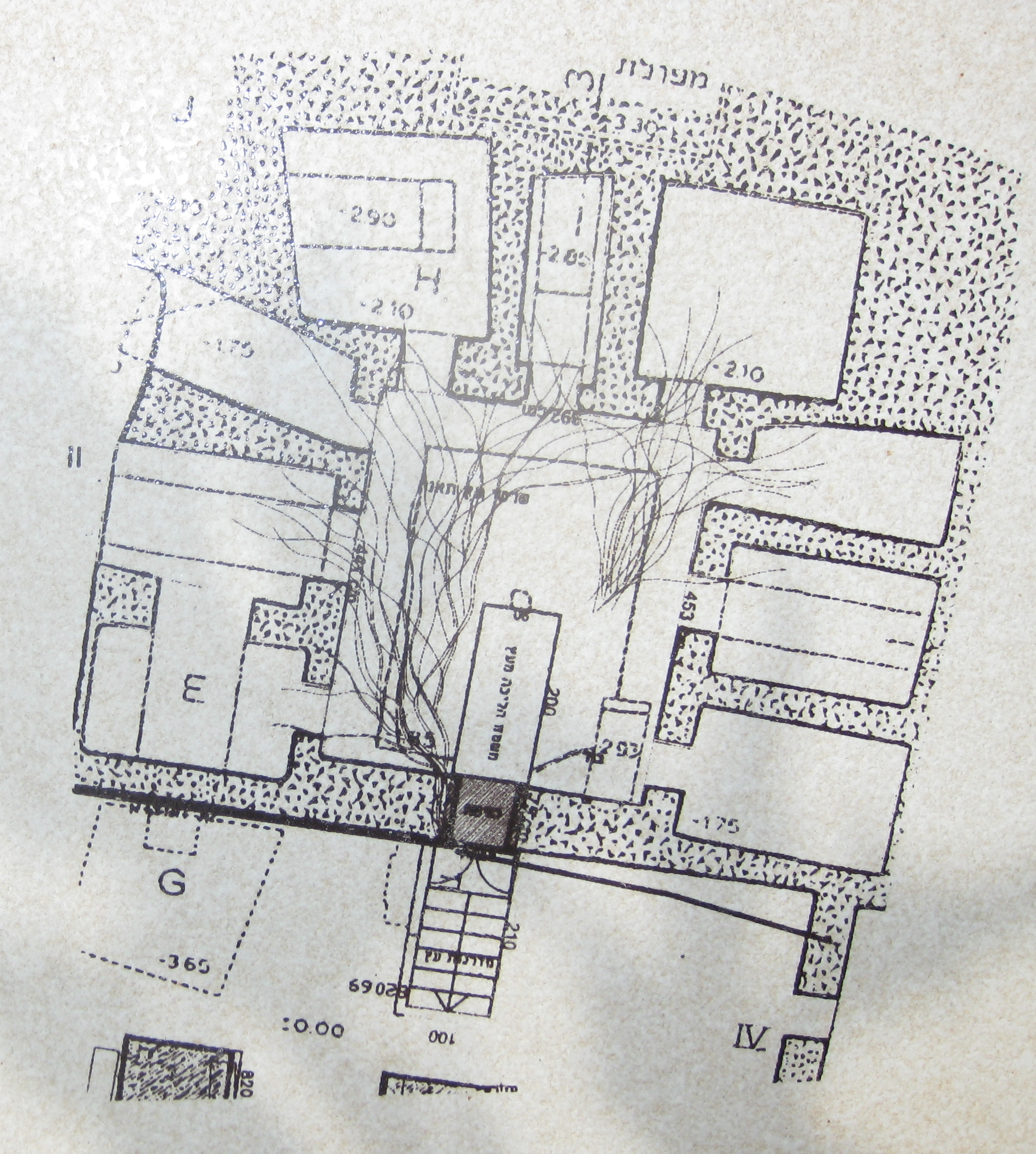

La Cueva de Nicanor es una antigua cueva funeraria ubicada en Monte Scopus de Jerusalén, Israel. Entre los osarios descubiertos en la cueva, uno de ellos lleva una inscripción que menciona a "Nicanor, el fabricante de la puerta". La cueva se encuentra en el Jardín Botánico Nacional de Israel, en los terrenos del campus del Monte Scopus de la Universidad Hebrea de Jerusalén.
Nicanor pertenecía a una rica familia judía de Alejandría. Se le menciona en las obras del historiador Flavio Josefo y en el Talmud, como el donante de las puertas de bronce del Atrio de las Mujeres en el Segundo Templo de Jerusalén. La inscripción griega en su osario, constituye un caso poco frecuente de un hallazgo arqueológico que confirma hechos previamente conocidos por fuentes escritas.

## Historia
En octubre de 1902, el jardinero de la finca de John Gray Hill en el Monte Scopus, descubrió un complejo de cuevas funerarias en un campo al norte de su casa de invierno. 
Como Gray Hill estaba en el extranjero en ese momento, el jardinero informó del descubrimiento al cónsul británico, John Dickson, cuya hija Gladys Dickson, una arqueóloga aficionada, inspeccionó la cueva y su contenido. Encontraron siete osarios: seis ordinarios y uno con una inscripción bilingüe en hebreo y griego. El jardinero sacó los osarios de la cueva y Dickson no pudo determinar su posición original en el interior. Tres días después, R.A. Stewart Macalister, que excavaba en Tel Gezer en ese momento, se vio obligado a regresar a Jerusalén por un brote de cólera y pudo inspeccionar y autentificar la cueva y la inscripción recién descubiertas. La fotografía fue presentada a Charles Simon Clermont-Ganneau.
Al año siguiente, se publicaron dos artículos en la revista Palestine Exploration Quarterly: el artículo de Clermont-Ganneau sobre ésta y otras inscripciones, y el informe detallado de Gladys Dickson sobre el complejo de la tumba, ilustrado con planos de Macalister. Gray Hill entregó el osario al Fondo de Exploración de Palestina, que a su vez lo transfirió al Museo Británico.
El complejo consiste de dos cuevas funerarias a las que se puede acceder desde un patio rectangular. El plan arquitectónico de la cuevas, el estilo artístico y los hallazgos dentro de ellas, permiten datar el complejo a mediados del siglo I d. C. La cerámica bizantina encontrada en el fondo de los pozos del patio y dos cruces grabadas en la pared de la sala principal, demuestran que el complejo continuó en uso hasta el período bizantino. 
La cueva que contiene el osario de Nicanor es típica del período del Segundo Templo. Contiene cuatro salas funerarias, cada una con una serie de nichos. En los pasajes entre las salas, las depresiones rocosas indican que las entradas estaban decoradas con losas de piedra, fenómeno exclusivo de esta cueva. La segunda cueva, que consta de una única sala de enterramiento, se abre a la derecha, en el lado este del patio. 
El osario de Nicanor está grabado con motivos geométricos, con una decoración tosca pintada en color rojo en la tapa. Las inscripciones aparecen en un extremo.

## Panteón Nacional de Israel

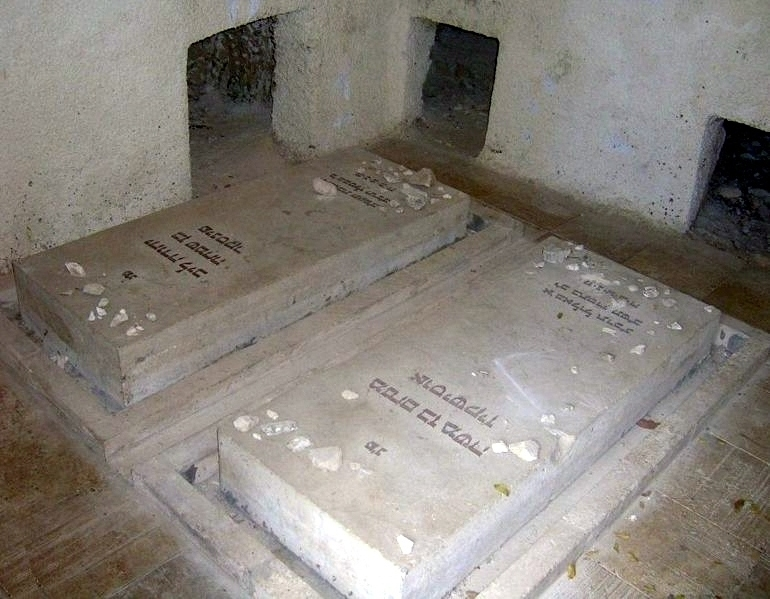
Tumbas de Pinsker y Ussishkin en la cueva

En 1934, los restos de León Pinsker de Odessa fueron vuelto a enterrar en la cueva Nicanor por iniciativa de Menachem Ussishkin, que preveía un panteón nacional en el Monte Scopus. Sin embargo, la única otra persona enterrada allí fue Ussishkin mismo, que murió en 1941. Una parcela para líderes nacionales fue establecida en el Monte Herzl, después de la fundación del Estado de Israel en 1948, en parte porque el Monte Scopus se había convertido en un enclave israelí rodeado por territorio jordano.